# Rubus schlechtendalii
Rubus schlechtendalii är en rosväxtart. Rubus schlechtendalii ingår i släktet rubusar, och familjen rosväxter.

## Underarter
Arten delas in i följande underarter:
- R. s. schlechtendalii
- R. s. subcentreuropus

## Bildgalleri

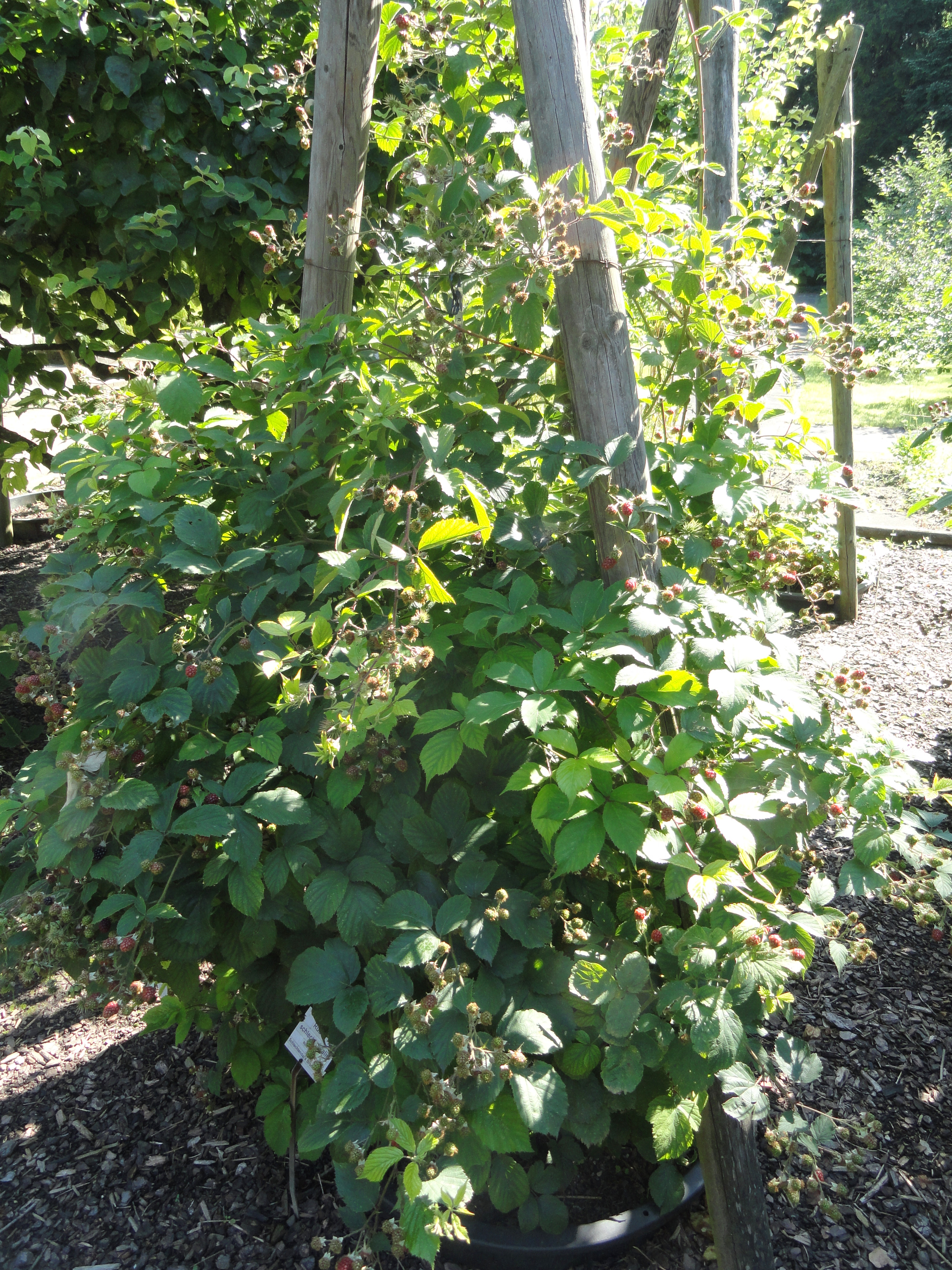
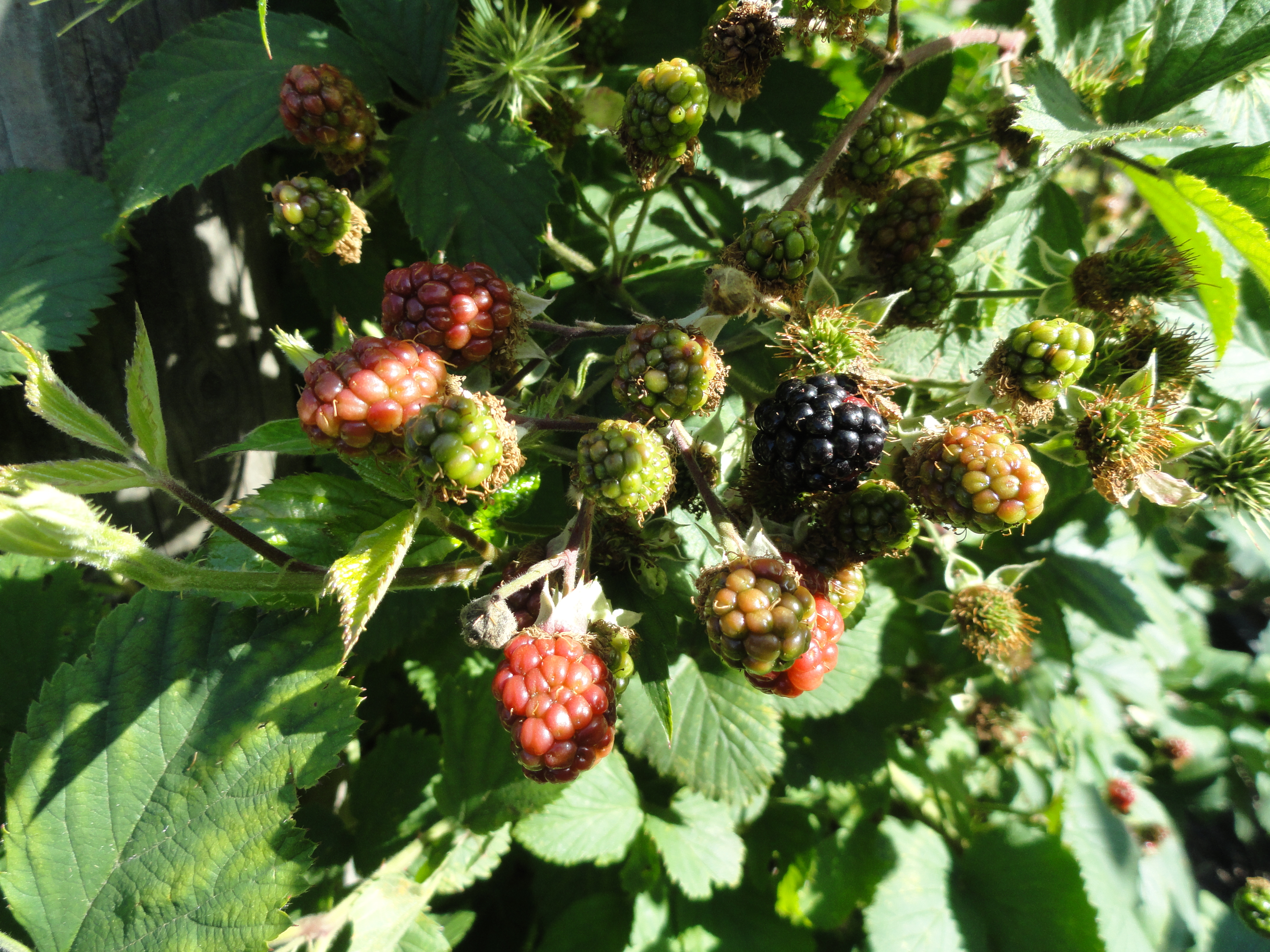